# Hahnbach

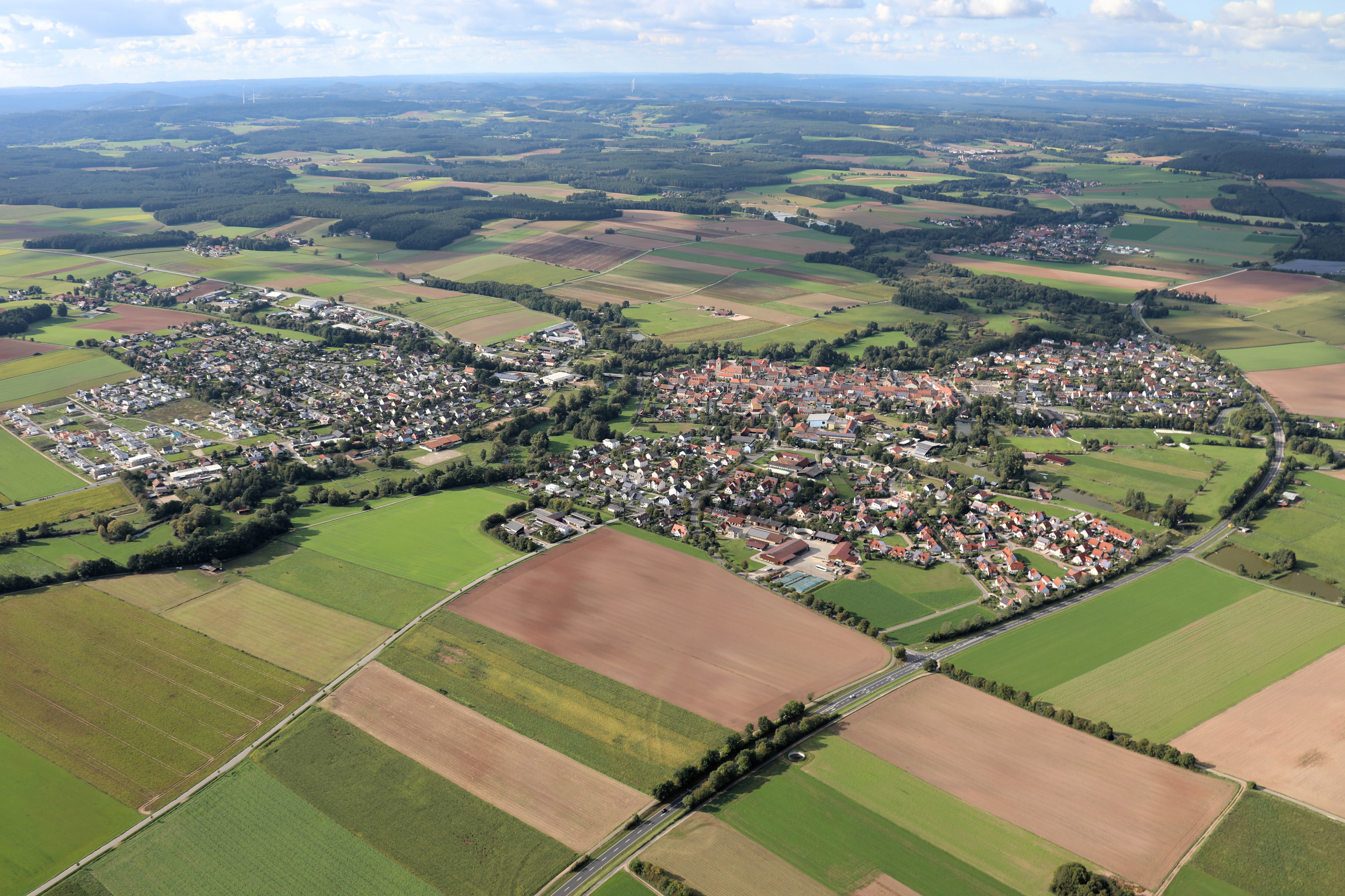
Hahnbach (2023)

Hahnbach ist ein Markt im Oberpfälzer Landkreis Amberg-Sulzbach und der Sitz der Verwaltungsgemeinschaft Hahnbach. Der gleichnamige Hauptort liegt etwa 65 Kilometer östlich von Nürnberg und knapp zehn Kilometer nordöstlich von Sulzbach-Rosenberg an der Bundesstraße 14.

## Geografie
Der Markt liegt im Tal der Vils. Die waldreiche Hügellandschaft ist geprägt von Weiherwirtschaft.

### Nachbargemeinden
Nachbargemeinden sind in Uhrzeigerrichtung die Stadt Vilseck, der Markt Freihung, die Gemeinde Gebenbach, die Stadt Amberg, die Gemeinde Poppenricht, die Stadt Sulzbach-Rosenberg und die Gemeinde Edelsfeld.

### Gemeindegliederung
Es gibt 27 Gemeindeteile (in Klammern ist der Siedlungstyp angegeben):
- Adlholz (Dorf)
- Dürnsricht (Dorf)
- Frohnberg (Einöde)
- Frohnhof (Dorf)
- Godlricht (Dorf)
- Hahnbach (Hauptort)
- Höhengau (Weiler)
- Iber (Kirchdorf)
- Irlbach (Dorf)
- Kienlohe (Dorf)
- Kötzersricht (Dorf)
- Kreuzberg (Einöde)
- Kümmersbuch (Dorf)
- Laubhof (Einöde)
- Luppersricht (Dorf)
- Mausdorf (Dorf)
- Mimbach (Dorf)
- Mülles (Weiler)
- Oberschalkenbach (Dorf)
- Ölhof (Dorf)
- Pickenricht (Dorf)
- Schalkenthan (Weiler)
- Süß (Kirchdorf)
- Unterschalkenbach (Dorf)
- Ursulapoppenricht (Pfarrdorf)
- Wüstenau (Einöde)
- Wüstenaumühle (Weiler)

## Geschichte

### Bis zur Gemeindegründung
Hahnbach wurde 1121 erstmals erwähnt. Der Markt Hahnbach gehörte zum Rentamt Amberg und zum Landgericht Amberg des Kurfürstentums Bayern. Hahnbach besaß ein Marktgericht mit magistratischen Eigenrechten.

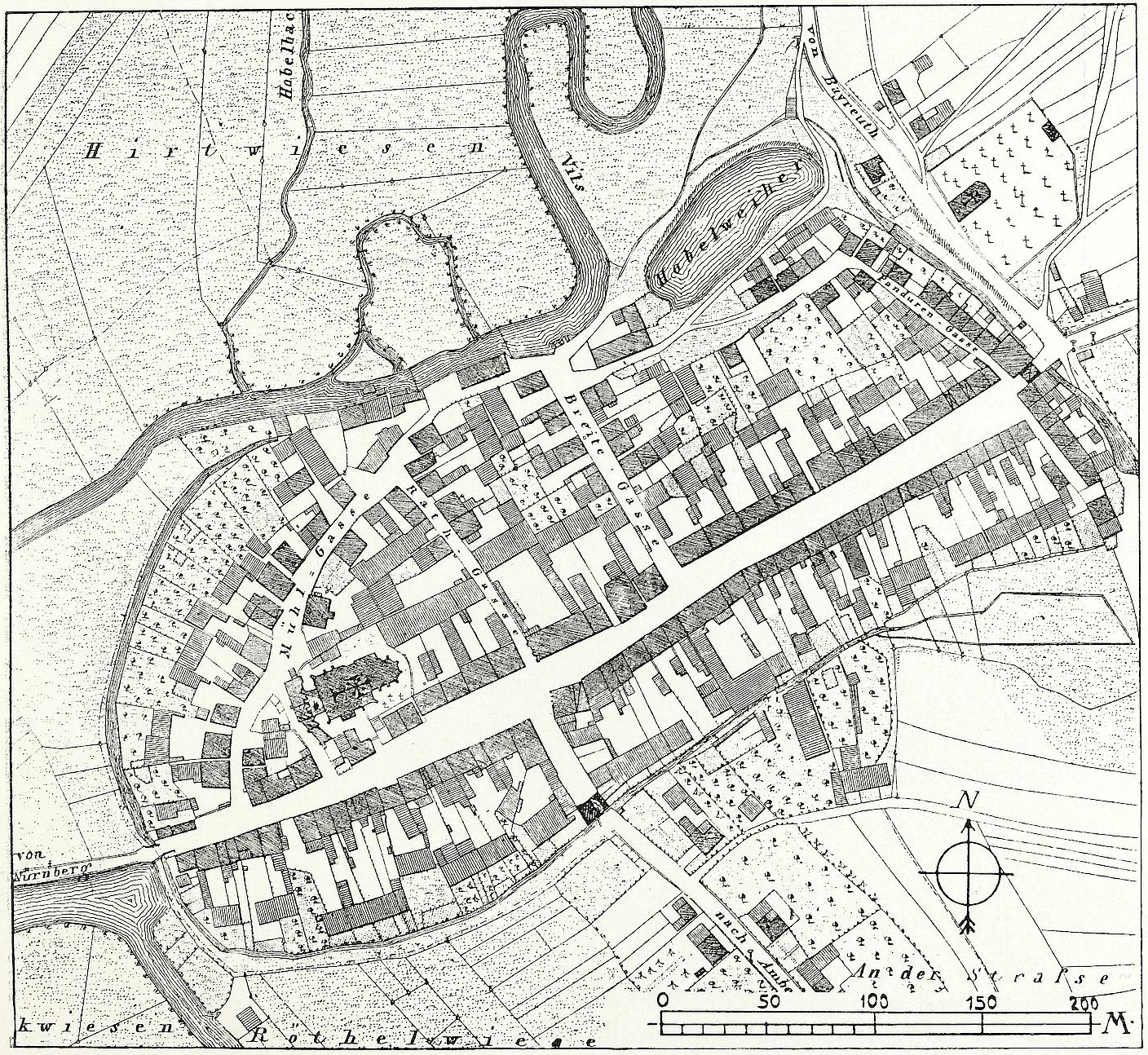
Hahnbach, Ortsplan von 1908

Durch das erste bayerische Gemeindeedikt wurde Hahnbach im Jahre 1808 zum Steuerdistrikt und dem Landgericht Amberg und damit dem Naabkreis zugeordnet. Nach der Auflösung des Naabkreises zugunsten des Mainkreises und des Regenkreises wurde Hahnbach im Jahr 1810 zusammen mit dem Landgericht Amberg dem Regenkreis zugeordnet (ab 1838 „Oberpfalz und Regensburg“).
Durch das zweite bayerische Gemeindeedikt wurde Hahnbach im Jahre 1818 eine eigenständige politische Gemeinde.

### Landgericht Vilseck
1838 wurde das Landgericht Vilseck gegründet, dem Hahnbach zusammen mit den Steuergemeinden Adlholz, Ehenfeld, Gebenbach, Gressenwöhr, Großschönbrunn, Iber, Irlbach, Langenbruck, Massenricht, Schalkenthan, Schlicht, Seugast, Sigl, Süß und Vilseck zugeordnet und aus dem Landgericht Amberg herausgelöst wurde.

### Eingemeindungen
Im Zuge der Gebietsreform in Bayern wurden am 1. April 1971 die Gemeinden Adlholz, Iber, Süß und ein Teil von Irlbach eingegliedert. Am 1. Januar 1972 kamen die Gemeinde Ursulapoppenricht und Teile von Großschönbrunn und Mimbach hinzu, am 1. Juli 1972 Teile der Gemeinde Kötzersricht.

### Religionen

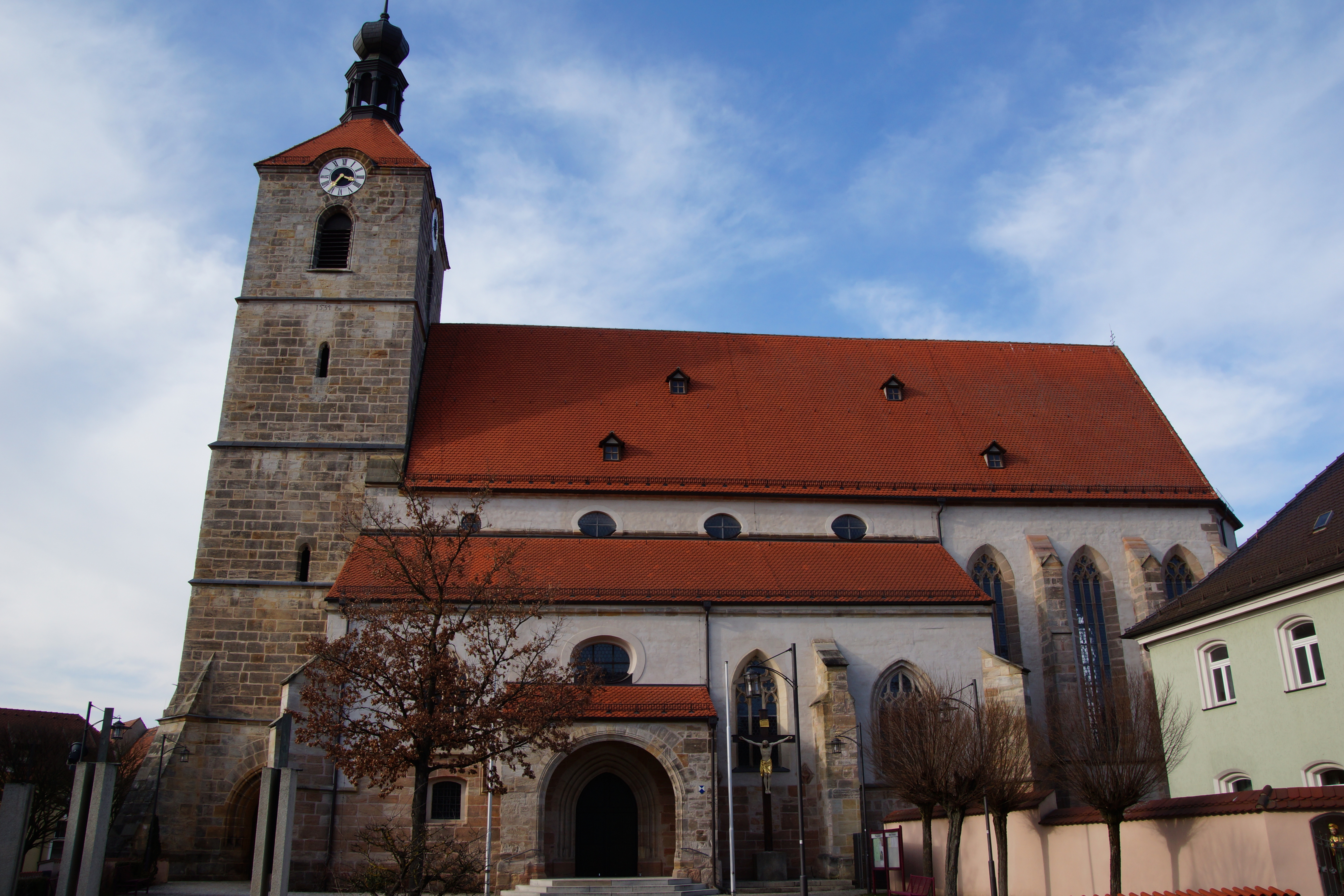
St Jakobus, Hahnbach

Die Bevölkerung ist mehrheitlich katholisch. Geistliches Zentrum ist die besonders durch ihre Kanzel bekannte Pfarrkirche St. Jakobus in Hahnbach. Zur Pfarrei St. Jakobus gehören Filialkirchen mit regelmäßigen Gottesdiensten in Iber (St. Konrad), Süß (St. Bartholomäus) und weitere, kleinere Kapellen in Luppersricht, Dürnsricht, Kümmersbuch und Schalkenthan.
Die Pfarrgemeinde St. Ursula im Gemeindeteil Ursulapoppenricht bildet eine Seelsorgeeinheit mit der Pfarrei Gebenbach. Die Katholiken der Gemeindeteile Oberschalkenbach, Unterschalkenbach, Mülles und Kreuzberg sind der Pfarrei Schlicht zugehörig, Adlholz der Pfarrei Vilseck sowie Ölhof der Pfarrei Großschönbrunn. Der noch zu Hahnbach gehörende Mausberg mit seiner Wallfahrtskirche und der Gastwirtschaft gehört kirchlich zur Pfarrei im nahegelegenen Gebenbach.
Zur Zeit der Reformation war der Ort vollständig evangelisch, ebenso wie der größte Teil der Oberpfalz. Im Dreißigjährigen Krieg wurde Hahnbach rekatholisiert. Erst seit den 1920er Jahren siedelten sich wieder Evangelische an, in erster Linie durch den Zuzug von Vertriebenen und Neubürgern. Gegenwärtig sind rund 10 Prozent der Bevölkerung evangelischen Bekenntnisses.
Seit 1949 finden in Hahnbach evangelische Gottesdienste statt, die jahrzehntelang in der Friedhofskapelle gefeiert wurden. Im Jahr 1991 wurde ein Förderverein Evangelisches Gemeindezentrum gegründet, durch dessen Initiative zwischen 1995 und 1997 auf der Fläche des großen Kinderspielplatzes das Andreas-Raselius-Haus gebaut wurde. Die evangelische Kirchengemeinde wird heute organisatorisch von der Christuskirche in Sulzbach-Rosenberg betreut.

### Einwohnerentwicklung
Zwischen 1988 und 2018 wuchs der Markt von 4639 auf 4920 um 281 Einwohner bzw. um 6,1 %.
| Jahr      | 1800 | 1900 | 1939 | 1946 | 1950 | 1961 | 1970 | 1990 | 1995 | 2005 | 2010 | 2015 |
| --------- | ---- | ---- | ---- | ---- | ---- | ---- | ---- | ---- | ---- | ---- | ---- | ---- |
| Einwohner | 710  | 815  | 1028 | 1850 | 1432 | 1399 | 1771 | 2240 | 4994 | 5217 | 5015 | 4917 |

(Zahlen bis 1990 nur Hahnbach, ohne Gemeindeteile, ab 1995 mit Gemeindeteilen)
Quelle: bis 1950 und 1990: Chronik der Marktgemeinde Hahnbach (1992), 1961, 1970 und ab 1995: Bayerisches Landesamt für Statistik und Datenverarbeitung

## Politik

### Marktgemeinderat
Der Marktgemeinderat hat 16 Mitglieder. Bei der Kommunalwahl vom 15. März 2020 haben von den 4048 stimmberechtigten Einwohnern 2758 von ihrem Wahlrecht Gebrauch gemacht, womit die Wahlbeteiligung bei 68,13 % lag.

### Bürgermeister
Bernhard Lindner (* 1963) ist seit Mai 2014 Erster Bürgermeister. Bei der Kommunalwahl vom 15. März 2020 wurde er mit 72,71 % der Stimmen wiedergewählt.

### Wappen
| | Blasonierung: „In Gold ein blauer Wellenbalken im Schildfuß, darauf stehend ein roter Hahn, überdeckt mit einem schmalen, in zwei Reihen von Silber und Blau gerauteten Balken.“ |
| Wappenbegründung: Bereits 1508 ist die Führung eines eigenen Wappensiegels für Hahnbach urkundlich beglaubigt. Es handelt sich um ein redendes Wappen, das heißt, der abgebildete Hahn und der Bach sprechen für den Namen der Ortschaft. Außerdem deutet der Hahn auf die Adelsfamilie der Hannbeck hin, die bis zur zweiten Hälfte des 14. Jahrhunderts die Herrschaft in Hahnbach innehatte, bevor der Markt an die pfälzischen Kurfürsten ging. Der Balken mit den weiß-blauen Rauten ist ein Herrschaftssymbol der Wittelsbacher. Seit Beginn des 19. Jahrhunderts wurde der Balken weggelassen. 1964 wurde wieder die Form aus dem frühen 16. Jahrhundert angenommen. | |

## Kultur und Sehenswürdigkeiten

### Bauwerke

#### Amberger Tor
Wahrzeichen von Hahnbach ist das mittelalterliche mittlere Markttor, genannt Amberger Tor. Es ist das einzige Tor der ehemals aus drei Toren bestehenden Ortsbefestigung, das heute in seiner ursprünglichen Substanz erhalten ist. Auf dem spitz zulaufenden Dachfirst des Amberger Tors befindet sich ein Storchenhorst, der jährlich von einem Storchenpaar besetzt wird.
Siehe auch: Amberger Tor (Hahnbach)

#### Oberes Tor und Radlträger-Denkmal
Das östliche, obere Markttor wurde 1975 wegen Baufälligkeit abgebrochen und für Erfordernisse des modernen Straßenverkehrs 1990 neu gebaut, so dass der Ortskern wieder einen architektonischen Abschluss hat.
Vor dem oberen Tor erinnert das sogenannte Radlträger-Denkmal von Peter Kuschel (errichtet 1994) an die bis in die 1960er Jahre vorhandene Bepflasterung der Durchfahrtsstraße. Deren schlechten Zustand mussten sich die Hahnbacher von Auswärtigen stets vorhalten lassen. Durchfahrende Radfahrer nahmen ihr Gefährt demonstrativ auf die Schulter.

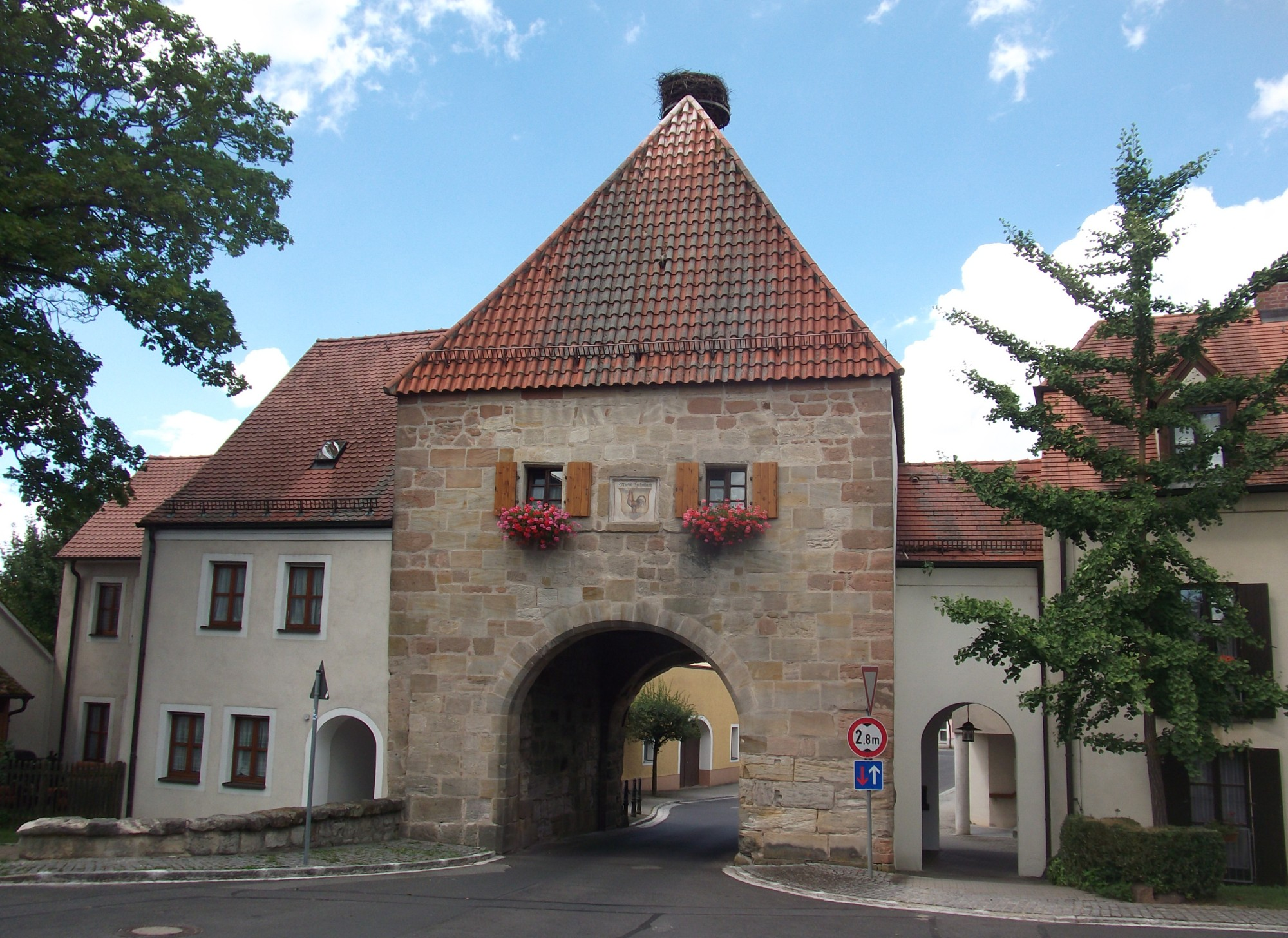
Amberger Tor
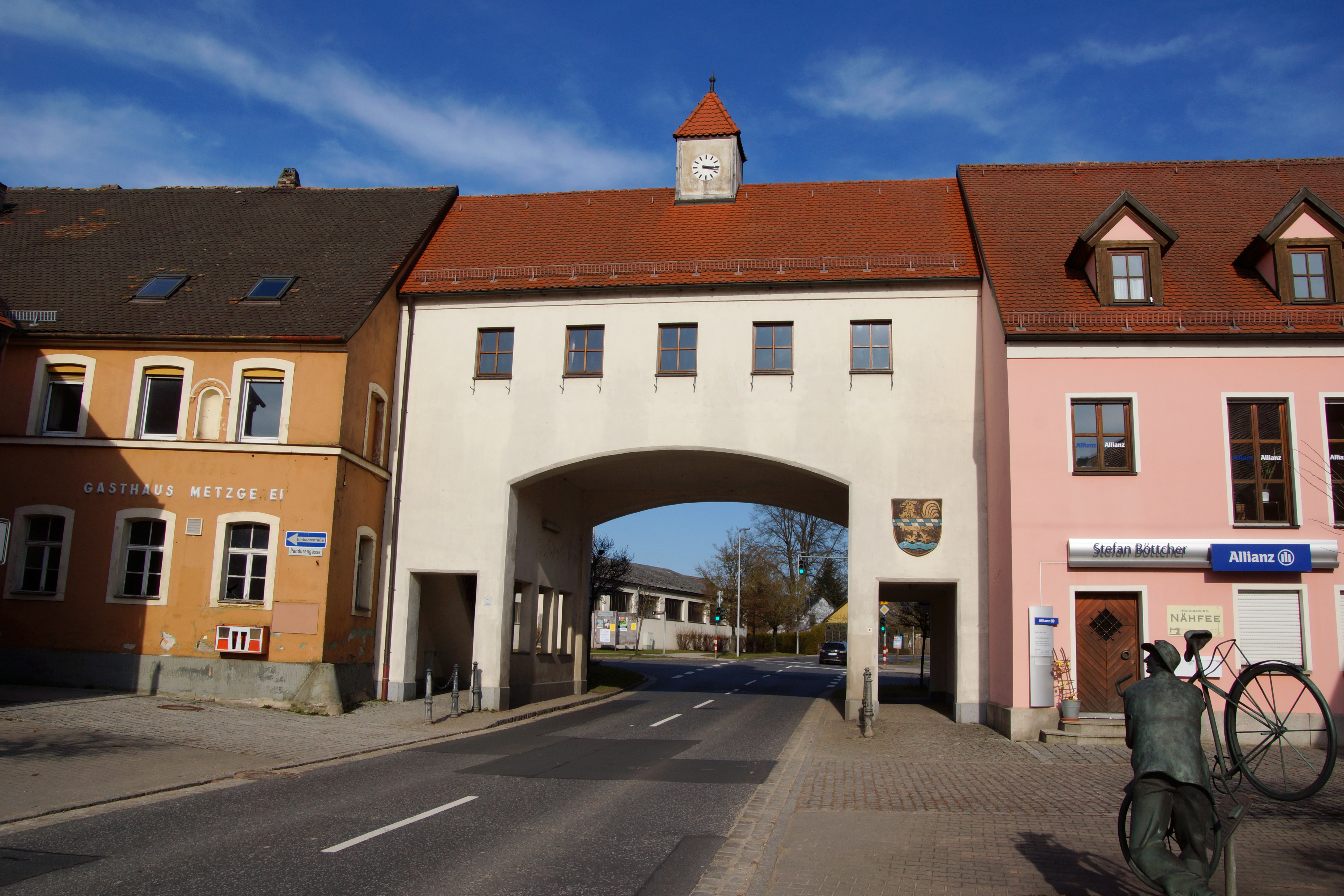
Oberes Tor
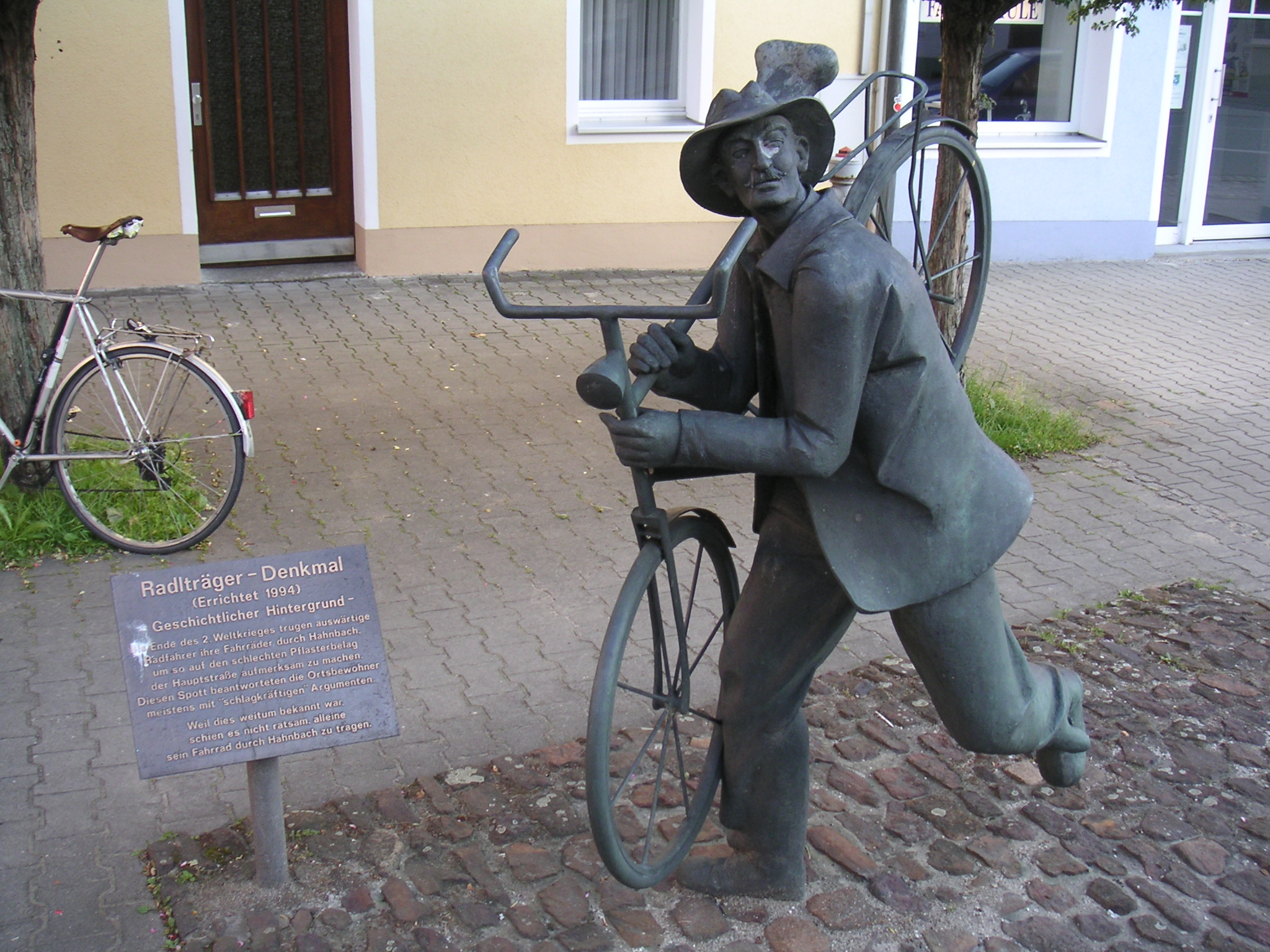
Radlträger-Denkmal
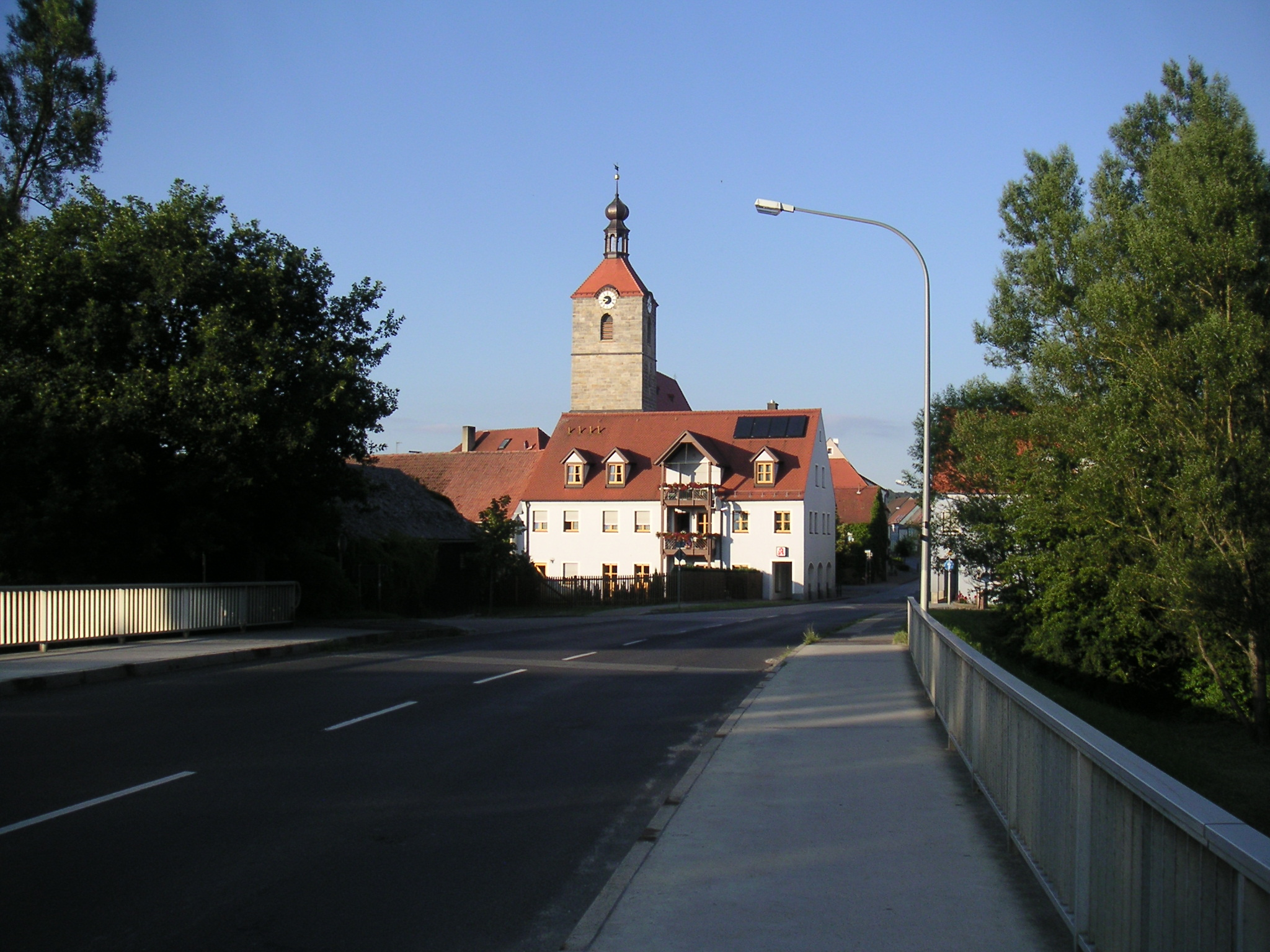
Ortseingang von Westen, Kirchturm
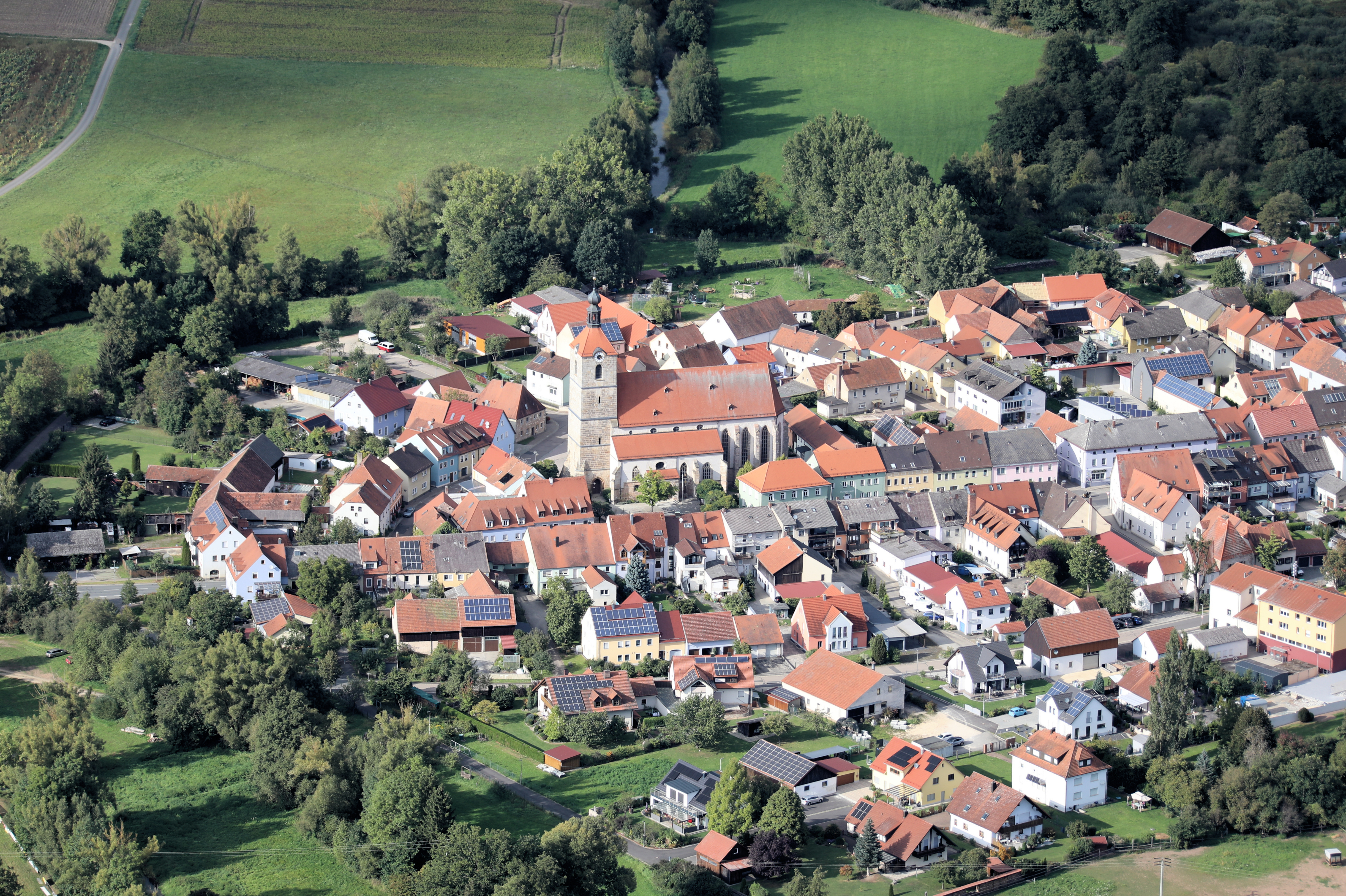
St. Jakob (2023)

#### Hallenbad
Das Hallenbad befindet sich in der Grund- und Mittelschule.

### Regelmäßige Veranstaltungen
Zum Patrozinium der Ortskirche St. Jakobus feiern Bürger und Vereine Ende Juli das Hahnbacher Marktfest, gleichzeitig als Kirchweih, dort Kirwa genannt. Dazu wird die Hauptstraße für den Durchgangsverkehr gesperrt.
Rund um die Kirche auf dem Frohnberg findet alljährlich zu Maria Himmelfahrt (15. August) eine Festwoche statt (Frohnbergfest). Außer von den Pilgern wird der idyllisch im Wald gelegene Ort auch von der einheimischen Bevölkerung aus nah und fern gerne besucht.
Zahlreiche Vereine und Gruppierungen gestalten kulturelle und gesellschaftliche Ereignisse verschiedener Art: Wintervilsschwimmen, Faschingszug, Konzerte (Hahnbacher Marktbläser, verschiedene Chöre), Laientheater, Sportturniere (Reiten, Fußball, Beachvolleyball, Tennis, Kegeln, Sommerbiathlon), Johannisfeuer, Adventsmarkt.
Verkehr
Durch Hahnbach verläuft in Ost-West-Richtung die Bundesstraße B 14, die Staatsstraße St 2120 umgeht Hahnbach im Osten.

## Söhne und Töchter der Gemeinde
- Georg Agricola (um 1530–1575), Pädagoge und Mediziner
- Andreas Raselius (1562–1602), Komponist und Hofkapellmeister
- Maximilian Prechtl (1757–1832), letzter Abt des Klosters Michelfeld[18]
- Johann Baptist Weigl (1783–1852), Domkapitular, Theologieprofessor und Komponist
- Johann Georg Hubmann (1804–1867), Professor am Lyzeum in Amberg, Chronist
- Herbert Falk (1929–1994), Abgeordneter des Bayerischen Landtags sowie langjähriger Bürgermeister und Ehrenbürger von Hahnbach
- Daniel Siegert (geb. 1991), Popmusiker, erster Gewinner von Star Search, seit 2018 Künstlername „Daniel Francis“